# Franciele Aparecida do Nascimento
Franciele Aparecida do Nascimento (Jacarezinho, 19 ottobre 1987) è un'ex cestista brasiliana.

## Carriera
Con il Brasile ha disputato due edizioni dei Giochi olimpici (Pechino 2008, Londra 2012), i Campionati mondiali del 2010 e tre edizioni dei Campionati americani (2007, 2009, 2011).